# Acetes erythraeus
Acetes erythraeus är en kräftdjursart som beskrevs av Giuseppe Nobili 1905. Acetes erythraeus ingår i släktet Acetes och familjen Sergestidae. Inga underarter finns listade i Catalogue of Life.